# Aria para la cuerda de sol (Bach)
Aria para la cuerda de sol es un arreglo musical hecho por el violinista August Wilhelmj del segundo movimiento (un aria) de la Suite orquestal n.º 3 en re mayor, BWV 1068 de Johann Sebastian Bach.

## Historia
La suite orquestal fue escrita por Bach para su patrón, el príncipe Leopoldo de Anhalt-Cöthen en algún momento entre 1717 y 1723. El subtítulo “para la cuerda de sol” proviene del arreglo que, a finales del siglo XIX, hizo el violinista August Wilhelmj adaptándola para violín y piano. Bajando un tono la obra (de re mayor a do mayor) y bajando la melodía una octava, Wilhelmj pudo interpretar la pieza utilizando únicamente la cuerda más grave y oscura de su violín: la de sol.
En la versión original los violines tocan tres cuerdas (irónicamente ninguna de ellas es la de sol).

## Grabación
El Aria para la cuerda de sol fue la primera obra de Bach grabada, en una fecha tan temprana como 1902. La interpretación, llamada simplemente «Aria de Bach» corrió a cargo de un pianista cuyo nombre no fue registrado, y del violonchelista ruso Aleksandr Verzhbilóvich (quien, por cierto, hallándose en estado de ebriedad besó el cadáver del recién fallecido Chaikovski, según las memorias de Rimski-Kórsakov).

## En la cultura popular
Esta obra ha servido de inspiración a artistas musicales de diversos géneros para crear sus propias versiones. Tanto las adaptaciones como las interpretaciones de la pieza original han sido incluidas en bandas sonoras de películas, programas de televisión, videojuegos, etc.

### Adaptaciones
- 1969 – "Air", tema de la banda neerlandesa de rock sinfónico clásico Ekseption que grabó la pieza en un arreglo moderno.[8]
- 1992 – "Aria en sol, de la Suite #3", versión incluida en el álbum En vivo en Buenos Aires de Rata Blanca con la Orquesta de Cámara Solistas Bach dirigida por Osvaldo Requena.
- 1997 – "Everything's Gonna Be Alright", canción de Sweetbox que la emplea como fondo.
- 2002 – "Air", pieza del disco Attack!! de Yngwie Malmsteen que es una versión de esta obra.
- 2014 – "Hearts of Iron", tema del álbum Heroes de la banda sueca de power metal Sabaton que presenta la pieza en el solo.
- 2022 – "Feel My Rhythm", canción del álbum The ReVe Festival 2022: Feel My Rhythm del grupo de pop coreano Red Velvet utiliza la muestra de la melodía.

### Inclusión en bandas sonoras
- 1977 – La espía que me amó, película en la que aparece la pieza cuando el villano Karl Stromberg alimenta a un tiburón con su secretario traidor.
- 1980 – Hamlet Cigars, marca de cigarros en cuya publicidad durante la década de 1980 en el Reino Unido figuraba esta pieza interpretada al piano.[9]
- 1995 – Seven, película de David Fincher en la que se escucha una interpretación casi completa de la pieza durante la escena en la biblioteca por la noche.
- 1997 – The End of Evangelion, película de anime en la que aparece esta obra durante una batalla entre Asuka Langley Soryu y las unidades Evangelion.
- 1998 – Dark Harbor, película en la que aparece de fondo durante un discurso de Alan Rickman.
- 2001 – The West Wing, serie en cuyo episodio 2x19 "Bad Moon Rising" se escucha la pieza y dos personajes hablan sobre ella. (Sam: «No, pero hay una razón por la que me gusta.»; Ainsley: «Bueno, es bonita.»; Sam: «Sí, pero hay otra razón, espera.»; Ainsley: «Se titula “Aria de la cuerda de sol”, puede ser eso?»; Sam: «Sí. Gracias.»).
- 2004 – Collateral, película protagonizada por Tom Cruise en la que se oye una versión titulada "Air" interpretada por Klazz Brothers & Cuba Percussion.
- 2006 – Fairy Tail, manga que asoció la obra con el personaje Juvia.
- 2008 – El demonio en la cuerda de sol, novela visual a la que la pieza sirve de base, como se ve en el título. Asimismo se mencionan otras composiciones clásicas.
- 2008 – American Dad!, serie en cuyo capítulo 5x04 “Choosy Wives Choose Smith”, Steve encuentra un gato que luego es atropellado mientras se escucha el Aria.
- 2009 – Autumn's Concerto, largometraje que ofrece esta pieza como el legado del padre de Ren Guang Xi.
- 2009 – Enter the Void, película experimental que asocia esta obra con el personaje de Linda interpretado por Paz de la Huerta.
- 2009 – Little King's Story, videojuego que incluyó una versión en una caja de música que se usa como música de iglesia.
- 2011 – Diamond flash, película dirigida por Carlos Vermut en cuya banda sonora figura este tema.
- 2013 – BioShock Infinite, videojuego que presenta la pieza en el edificio de Fraternal Order of the Raven.
- 2014 – The Evil Within, videojuego que incluye esta obra.
- 2021 – Shūmatsu no Valkyrie, adaptación a anime del manga homónimo que emplea la melodía en la entrada del dios Zeus, en su versión clásica y en remix. Cabe aclarar que en el manga ya se especificaba dicha melodía.